# Трамвай № 1 (Минск)
Трамва́йный маршрут № 1 — старейший трамвайный маршрут в Минске, существующий с 1929 года. Трасса маршрута от площади Мясникова до Зелёного Луга неизменна с 1975 года. Маршрут имеет протяжённость 10,4 км и включает в себя 25 остановок. Среднее время поездки по всему маршруту — 35-40 минут.

## История
Открытие трамвайного движения в Минске состоялось 3 ноября 1929 года. Первый трамвайный маршрут начался от товарной станции до Комаровки. С 1 июля 1930 года маршрут был продлён от Комаровки до городской выставки, место современной Площади Калинина. В таком виде просуществовал до начала Великой Отечественной войны. После двухлетнего перерыва трамвайное движение было восстановлено в ещё оккупированном Минске. В июне 1944 года трамвайное движение в городе было расширено. При отступлении из Минска немецкие войска разобрали частично рельсы трамвайных путей и сняли контактную сеть; при бомбардировке города были уничтожены трамвайное депо и частично подвижной состав.
Через год после освобождения Минска, в 1945 году, движение трамвайного маршрута № 1 было частично восстановлено. С 3 октября 1946 года маршрут был продлён до парка Челюскинцев. В 1948 году маршрут был немного изменён при сохранении прежних конечных пунктов. По состоянию на 1957 год 1-й маршрут следовал всё также от Товарной до Парка Челюскинцев, однако по изменённой схеме, связанной с заменой трамвая на троллейбусы. Трамвай следовал по Суражской, Московской, Бобруйской, Ульяновской, Первомайской, Долгобродской, Красной улицам и далее по улице Якуба Коласа до Сельхозпосёлка (в дальнейшем — РК «Волгоградская»). В 1961 году, связи с тем, что линия до Товарной станции была демонтирована, маршрут сворачивал после улицы Бобруйской на улицу Мясникова и следовал до кольца на Республиканской улице. В 1965 году по улицам Коласа и Логойскому тракту маршрут № 1 был продлён до Зелёного Луга. В 1975 году были демонтированы трамвайные пути на улице Мясникова и маршрут стал следовать лишь до площади Мясникова, тем самым обретя свои современные черты.
В 2000 году трамвайные пути были переложены с проезжей части улицы Бобруйской на обособленную площадку, также было построено новое кольцо, которое расположилось перед Западным мостом, без пересечения Московской улицы. С 2015 по 2017 годы маршрут был закрыт, связи со строительством третьей линии метрополитена, а затем с февраля  до ноября 2018 года, уже в связи с реконструкцией путей на участке улиц Змитрока Бядули, Первомайской, Ульяновской и Бобруйской. Вместо трамвая в это время функционировал автобусный маршрут № 901 «ДС Дружная — Пл. Якуба Коласа».

## Маршрут
| Номер маршрута | Трасса следования |
| -------------- | --- |
|                | ДС Зелёный Луг ↔ Площадь Мясникова Логойский тракт — улица Якуба Коласа Площадь Якуба Коласа — Красная улица — проспект Машерова — Площадь Победы — улица Козлова — улица Змитрока Бядули — Первомайская улица — Ульяновская улица — Площадь Ленина — Бобруйская улица |

### Остановки
| Название               | Другие маршруты трамваев | Маршруты автобусов                                              | Маршруты троллейбусов        | Станции метро             |
| ---------------------- | ------------------------ | --------------------------------------------------------------- | ---------------------------- | ------------------------- |
| Площадь Мясникова      | 4, 7                     | 24, 46, 65, 73, 78, 163                                         | 4, 7, 29, 36, 37, 44, 46, 58 |                           |
| Ленинградская          | 4, 7                     | 46, 78                                                          | 4, 7, 22, 36, 44, 58         | Площадь Ленина Вокзальная |
| -/Вокзал               | 4, 7                     | 1, 3с, 46, 47с, 50с, 69, 78, 79, 79д, 81э, 102, 115э, 127, 151с | 3, 6, 16, 20, 30, 36         | Площадь Ленина            |
| Свердлова              | 4, 7                     | 3с, 79, 79д, 81э, 85с, 102                                      | 3, 6, 16, 20, 30, 36         |                           |
| Стадион "Динамо"       | 4, 7                     | 127                                                             |                              |                           |
| Лицей БГУ              | 4, 7                     |                                                                 |                              |                           |
| Парк Горького          | 4, 7                     | 57                                                              |                              |                           |
| Захарова               | 4, 7                     | 18, 26, 26а, 26д, 37, 39                                        |                              |                           |
| Змитрока Бядули        | 4                        |                                                                 |                              |                           |
| Проспект Независимости | 3, 4, 6, 11              | 19, 100                                                         | 22                           | Площадь Победы            |
| Красная                | 3, 4, 6, 11              |                                                                 | 22                           |                           |
| Пугачёвская            | 5, 6, 11                 |                                                                 |                              |                           |
| Площадь Якуба Коласа   | 5, 6, 11                 | 19, 25, 100, 115э                                               | 22                           | Площадь Якуба Коласа      |
| Дорошевича             | 5, 6, 11                 |                                                                 |                              |                           |
| Хмельницкого/БНТУ      | 5, 6, 11                 | 59, 76э                                                         | 29, 33, 34, 38, 55, 68, 92   |                           |
| Чернышевского          | 5, 6, 11                 |                                                                 |                              |                           |
| -/Ломоносова           | 5, 6, 11                 | 91                                                              |                              |                           |
| Белинского             | 5, 6, 11                 |                                                                 |                              |                           |
| Волгоградская          | 5, 6, 11                 | 37, 80, 113а, 113с, 145с                                        |                              |                           |
| Севастопольская        | 5, 6, 11                 | 37, 80                                                          |                              |                           |
| Олешева                | 5, 6, 11                 | 37, 80, 145с                                                    |                              |                           |
| Полиграфическая        | 5, 6, 11                 | 37, 80, 145с                                                    |                              |                           |
| Кольцова/Калиновского  | 5, 6, 11                 | 13, 37, 80, 145с                                                |                              |                           |
| Седых                  | 5, 6, 11                 |                                                                 |                              |                           |
| ДС "Зелёный Луг"       | 5, 6, 11                 | 87с                                                             |                              |                           |

## Интересные факты
- Во времена (1950-е—60-е годы), когда трамвайные маршруты имели цветную (маршрутные огни) идентификацию, 1-й маршрут обозначался двумя  красными огнями[5].